# Калитеа (дем Касандра)
Вижте пояснителната страница за други значения на Калитеа.
Калитеа (на гръцки: Καλλιθέα, в превод Хубава гледка, до 1925 Μετόχι Ρωσσικό, катаревуса Μετόχιον Ρωσσικόν, Метох на Росико, след това Νέα Φλογιτά, Неа Флогита) е село в Егейска Македония, Гърция, в дем Касандра в административна област Централна Македония.

## География
Калитеа е разположено на източния бряг на полуостров Касандра - най-западният ръкав на Халкидическия полуостров, на четири километра североизточно от Касандрия. Има население от 779 души (2001).

## История

### Античност и Средновековие
В района на Калитеа са развалините на античния Афитос с храм на Дионисий и нимфите от VIII век пр. Хр. - запазени са и издълбани скални стълби и пещерата, служела за храм. В ІV век пр. Хр. е изграден голям дорийски храм в чест на Зевс Амон.
В местността Солинас е открита раннохристиянска базилика, датираща от VІ век. През византийско време целият район запустява. На равното място преди входа на пещерата на нимфите има запазена стена от малка византийска църква, датирани около 1000 година. Едва в 1071 година е основан метох на атонския манастир „Свети Пантелеймон“.

### В Османската империя
Църквата „Свети Николай“, разположена близо до храма на Зевс на територията на бившия метох, е построена в 1865 година.

### В Гърция
Селото е основано през 1925 година от гърци бежанци от Турция. Преди да се разреши на бежанците да се заселят на мястото, то е манастирско стопанство. Селището е основано под името Неос Малтепес (Νέος Μάλτεπες) и жителите му се занимават със земеделие и животновъдство. През 1950-те е преименувано на Калитеа.
| Име      | Име      | Ново име | Ново име | Описание                            |
| -------- | -------- | -------- | -------- | ----------------------------------- |
| Мал тепе | Μάλ Τεπέ | Корифи   | Κορυφή   | възвишение на Ю от Калитеа (60,7 m) |